# Ezekías Papaioánnou
Ezekías Papaioánnou (8 octobre 1908 - 10 avril 1988) est un homme politique communiste chypriote, Secrétaire général du parti AKEL.

## Biographie
Né dans le village de Kelaki, près de Limassol, il suit des études secondaires à l'Académie américaine de Larnaca. Il travaille ensuite comme mineur à Chypre, puis comme ouvrier au Pirée.
En 1936, il s'engage dans les Brigades internationales, comme 60 autres chypriotes, pour combattre du côté républicain lors de la guerre d'Espagne. Une quinzaine de ses compagnons chypriotes sont tués dans les combats, et lui-même est blessé. Après la guerre, il vit un moment à Londres, travaillant comme laitier, avant de retourner à Chypre. Il s'engage alors en politique, et devient en 1949 Secrétaire Général de l'AKEL, fonction qu'il conserve jusqu'à sa mort.
Il s'engage également en faveur des luttes syndicales et contre la colonisation britannique. L'AKEL est déclaré illégal par les autorités britanniques en 1955 et Ezekias, ainsi que des dizaines d'autres membres, sont arrêtés et emprisonnés.
À la suite de l'indépendance de Chypre en 1960, il entre au Parlement. Il est réélu au poste de député jusqu'en 1988.